# Вуосаари (метростанция)
Метростанция Вуосаари(на фински: Vuosaari; на шведски: Nordsjö) е наземна станция на хелзинкско метро, в столицата на Финландия. Тя обслужва кварталa на Вуосаари, източно Хелзинки и е крайна станция.
Станцията е отворена на 31 август 1998, което я прави една от най-новите в хелзинкско метро. Проектирана е от Esa Piironen Oy. Намира се на 1.22 километра от Rastila. Станция Руохолахти(другия край на същата линия) се намира на 16 км.
През 2011 г. 1.4 км. железопътна връзка е построена от края на линията до пристанище Вуосаари. Сервизната линия свързва метролинията със главната железопътна система и може да замени сегашната връзка, много по-дългата линия, минаваща през Виикки. Новата връзка ще се използва за преминаването на големи товари, строителни машини, като меже ще се използва за построяването на проект Länsimetro
Пробно се използват платформни врати. Вратите са част от проект за метро автоматизацията, който е започнат преди години, но въвеждането му в експлоатация е забавено поради проблеми със сигурността.

## Транспорт
На метростанцията може да се направи връзка с:
- автобуси с номера: 78, 90, 90A, 90B, 90BK, 90K, 90N, 96, 98, 98A, 519A, J90, J96, J97, J98, J99

Метростанцията разполага с паркинг за 222 автомобила.
- Перонът на метростанция „Вуосаари“
- Входът на метростанция „Вуосаари“
- Перонът на метростанция „Вуосаари“

|  | Тази страница частично или изцяло представлява превод на страницата Vuosaari metro station в Уикипедия на английски. Оригиналният текст, както и този превод, са защитени от Лиценза „Криейтив Комънс – Признание – Споделяне на споделеното“, а за съдържание, създадено преди юни 2009 година – от Лиценза за свободна документация на ГНУ. Прегледайте историята на редакциите на оригиналната страница, както и на преводната страница, за да видите списъка на съавторите. ВАЖНО: Този шаблон се отнася единствено до авторските права върху съдържанието на статията. Добавянето му не отменя изискването да се посочват конкретни източници на твърденията, които да бъдат благонадеждни. |